# Danielle Darrieux
Danielle Darrieux (numele complet Danielle Yvonne Marie Antoinette Darrieux; n. 1 mai 1917, Bordeaux, Franța – d. 17 octombrie 2017, Bois-le-Roi, Normandie, Franța) a fost o actriță și cântăreață franceză. 
Începând din 1931, ea a apărut în peste 110 filme. A fost una dintre cele mai mari staruri de cinema din Franța și cu cei 80 de ani de carieră se numără printre cele mai longevive actrițe din istoria filmului. Împlinise 100 de ani la 1 mai 2017.

## Biografie
Danielle Darrieux s-a născut în Bordeaux, Franța, în timpul Primului Război Mondial, dar și-a petrecut copilăria la Paris. Tatăl ei, Jean Darrieux, era medic oftalmolog, iar mama sa, Marie-Louise Darrieux-Witkowski (descendentă a unei familii cu origini alsaciene și poloneze), era o cântăreață celebră. Danielle a avut un frate mai mic, Olivier Darrieux⁠(fr)[traduceți] (1921-1994), care a devenit și el actor.
Decesul prematur al lui Jean Darrieux (în urma unei crize cardiace), pe când Danielle avea doar șapte ani, a constrâns-o pe mama ei să predea lecții de canto pentru a-și întreține familia.
Încă din copilărie, Danielle Darrieux a dovedit că are talent muzical. Vocea sa, deși nu era puternică, era corectă și cu un timbru clar. A urmat studii muzicale pentru violoncel și pian. La vârsta de 14 ani a intrat la clasa de violoncel de la Conservatoire national supérieur de musique et de danse de Paris.
Aflând că doi producători de film, Delac și Vandal, caută o fată de 13-14 ani pentru un rol în următorul lor film, Danielle se prezintă la studiourile din Épinay-sur-Seine unde dă o probă care se dovedește a fi concludentă. Debutează astfel în cinematografie, la vârsta de 14 ani, în filmul Le Bal (1931) regizat de Wilhelm Thiele⁠(en)[traduceți].
Își continuă cariera de actriță cu roluri de fete curajoase, dar capricioase, jucând alături de actori populari ai cinematografiei franceze din acea perioadă: Jean-Pierre Aumont, Henry Garat, Pierre Mingand și Albert Préjean⁠(fr)[traduceți] (cu care a jucat șase comedii muzicale).
Frumusețea ei fizică și capacitatea de a combina actoria cu cântecul și dansul au făcut să i se ofere numeroase alte roluri. Îndeosebi rolul ei din filmul Mayerling (1936) a adus-o în atenția presei și a criticilor de film.
Regizorul și scenaristul Henri Decoin, cu care Danielle Darrieux se căsătorise în 1935, a încurajat-o să facă un nou pas în carieră, la Hollywood. Ea a semnat cu Universal Studios un contract pentru filmul The Rage of Paris (1938), în care a jucat cu Douglas Fairbanks, Jr. Ulterior, ea a ales să se întoarcă în Franța, unde a continuat să primească roluri în filme. În 1939 joacă într-un nou film, Coup de foudre, regizat de soțul său, Henri Decoin, dar filmul rămâne neterminat din cauza izbucnirii celui de-al Doilea Război Mondial, iar cei doi soți se retrag în vila lor din Saint-Palais-sur-Mer (departamentul Charente-Maritime).
În timpul ocupației germane a Franței, Danielle Darrieux a continuat să joace în filme, o decizie care a fost aspru criticată de către unii dintre compatrioții săi. Ea a divorțat Henri Decoin (cu care a păstrat însă relații amicale), apoi s-a îndrăgostit de Porfirio Rubirosa, un diplomat din Republica Dominicană, cu care s-a căsătorit în 1942. Opiniile anti-naziste ale lui Rubirosa au făcut ca acestuia să i se impună domiciliu forțat în Germania. În schimbul libertății lui Rubirosa libertatea, Danielle Darrieux fost de acord să facă o călătorie de promovare a cinematografiei franceze la Berlin. Cuplul a trăit apoi în Elveția până la sfârșitul războiului, dar cei doi au divorțat în anul 1947. Danielle Darrieux s-a căsătorit apoi cu scenaristul Georges Mitsikidès, în 1948; cei doi au fost împreună până la moartea lui Mitsikidès (1991)..
După război și-a reluat activitatea actoricească, jucând în mai multe filme produse în Franța, printre care Ruy Blas și Occupe-toi d'Amélie. În 1950 Danielle Darrieux a revenit la Hollywood, unde a primit roluri în mai multe filme. Astfel, ea a apărut în producția  muzicală MGM Rich, Young and Pretty (1951, regia Norman Taurog). Regizorul Joseph L. Mankiewicz a convins-o să mai rămână la Hollywood și să joace în 5 Fingers (1952), cu James Mason. La întoarcerea în Franța, ea a apărut în filmul lui Max Ophüls Madame de... (1953), cu Charles Boyer, și în Roșu și Negru (1954), cu Gérard Philipe. În 1955 a jucat în L'Amant de Lady Chatterley („Amantul doamnei Chatterley”), a cărui temă, sexualitatea fără inhibiții, a dus la cenzurarea filmului în Statele Unite. Ultimul film în care a jucat la Hollywood a fost produs de United Artists: Alexandru cel Mare (1956), în care a interpretat rolul Olimpiei, mama lui Alexandru cel Mare (în rolurile principale jucând Richard Burton și Claire Bloom).
După întoarcerea de la  Hollywood, a continuat să primească roluri principale în numeroase filme franceze, în general bine primite de public și de criticii de specialitate. În paralel, Danielle Darrieux s-a reîntors și la activitatea teatrală. Astfel, în 1963, ea a jucat în comedia romantică La robe mauve de Valentine (o adaptare după romanul lui Françoise Sagan), la Teatrul Chatelet din Paris.
În filmul muzical Domnișoarele din Rochefort (1967), regizat de Jacques Demy⁠(d), ea a fost singurul actor care și-a interpretat singură partitura, ceilalți actori fiind dublați de cântăreți profesioniști.
Începând din 1970, Danielle Darrieux și-a împărțit cariera artistică între film, teatru și apariții la televiziune. Astfel, în 1970, ea a înlocuit-o pe Katharine Hepburn în musicalul de pe Broadway Coco, inspirat din viața lui Coco Chanel. Critica de specialitate din New York a apreciat-o, remarcând și ușurința cu care ea a jucat și a cântat în limba engleză. În cinematografie, și-a continuat cu succes cariera de actriță, astfel că în 2001 a împlinit 8 decenii de activitate, timp în care a interpretat peste 100 de roluri în filme. Ulterior, a mai avut câteva apariții în filme și în piese de teatru și a dublat unele personaje din filme de animație.
La 9 aprilie 2004 a fost distinsă cu Legiunea de onoare în grad de comandor.
Actrița a decedat la 17 octombrie 2017, la câteva luni după ce împlinise respectabila vârstă de 100 de ani.

## Filmografie (selecție)

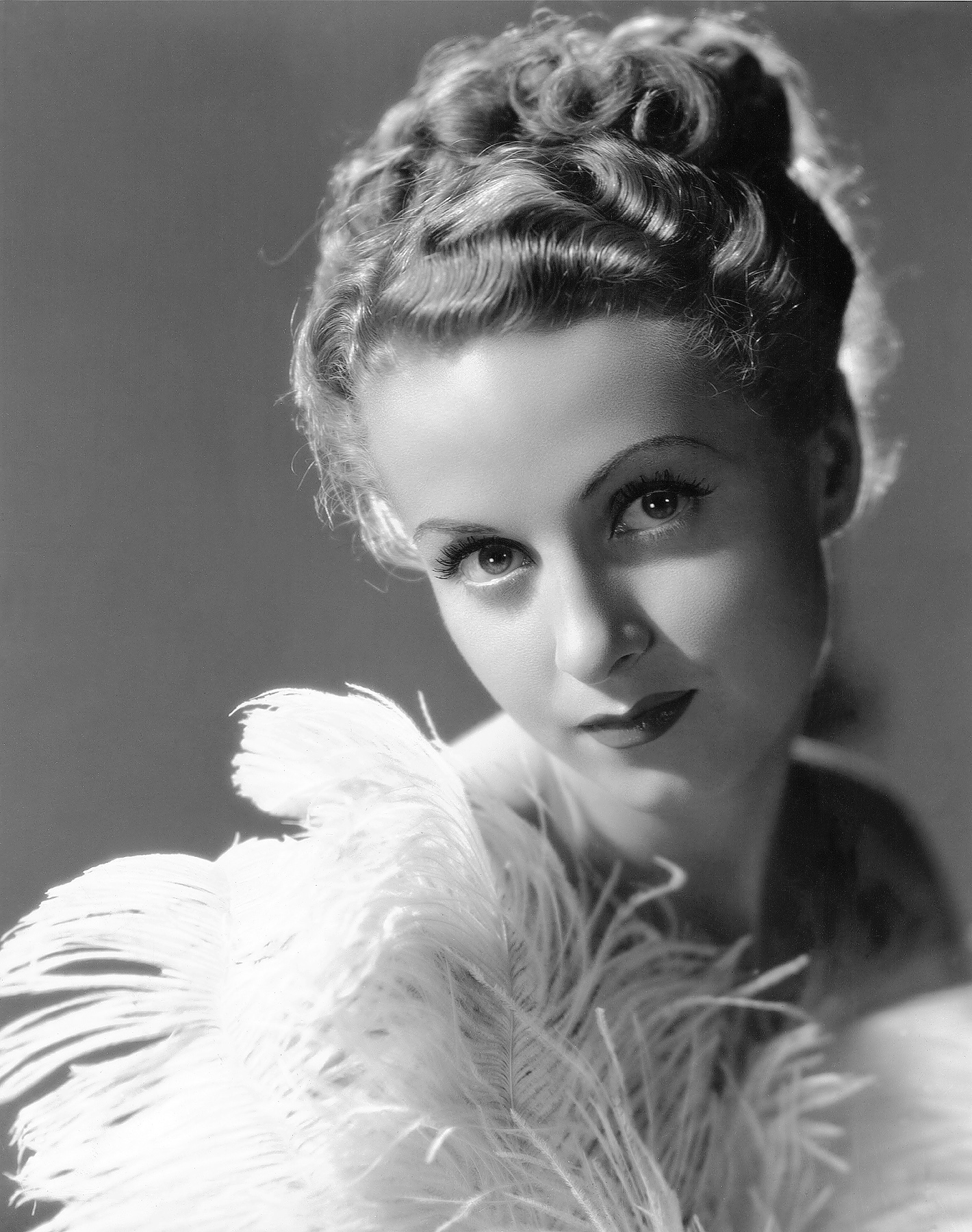
Danielle Darrieux în 1938

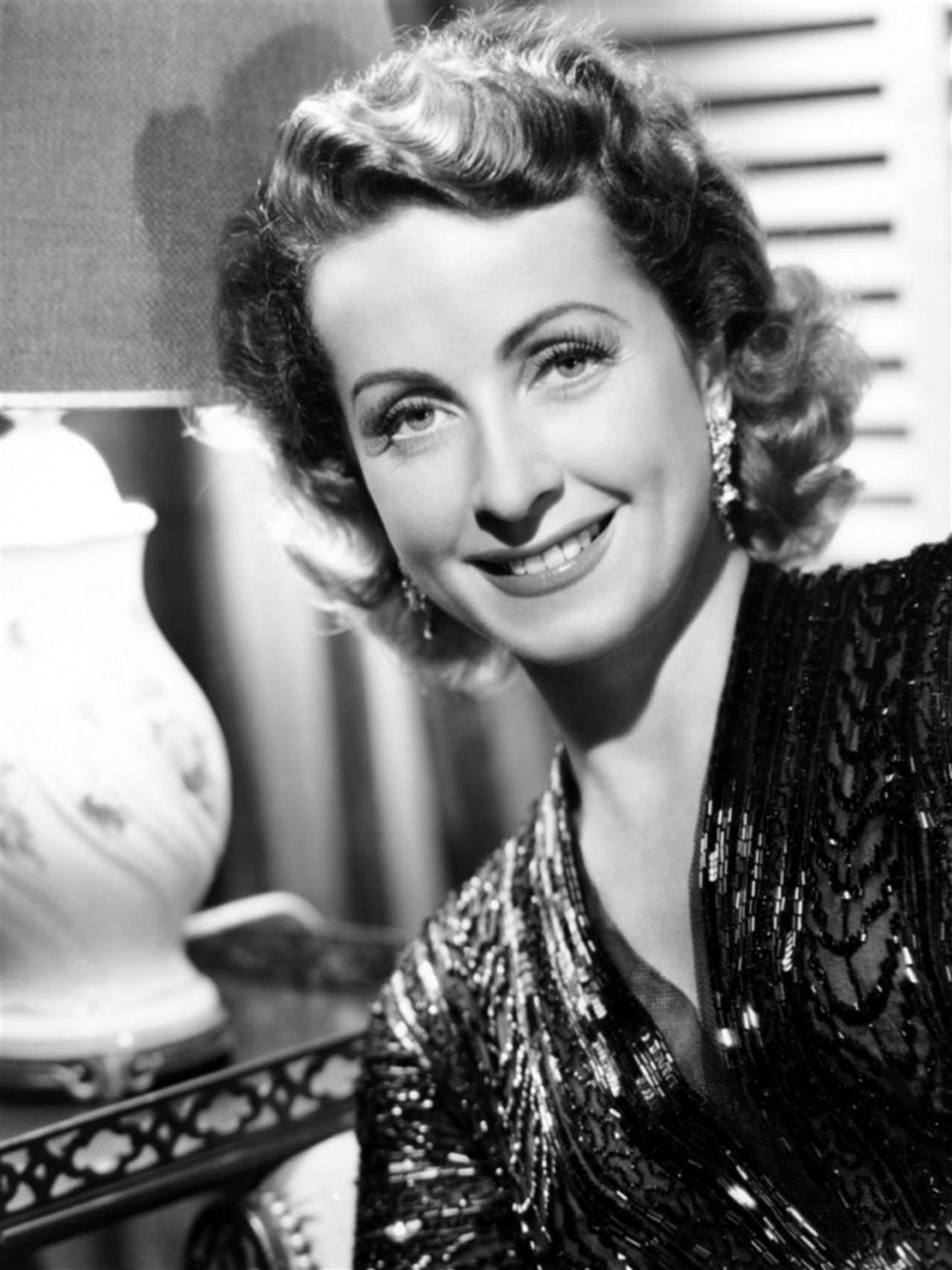
Danielle Darrieux în 1952

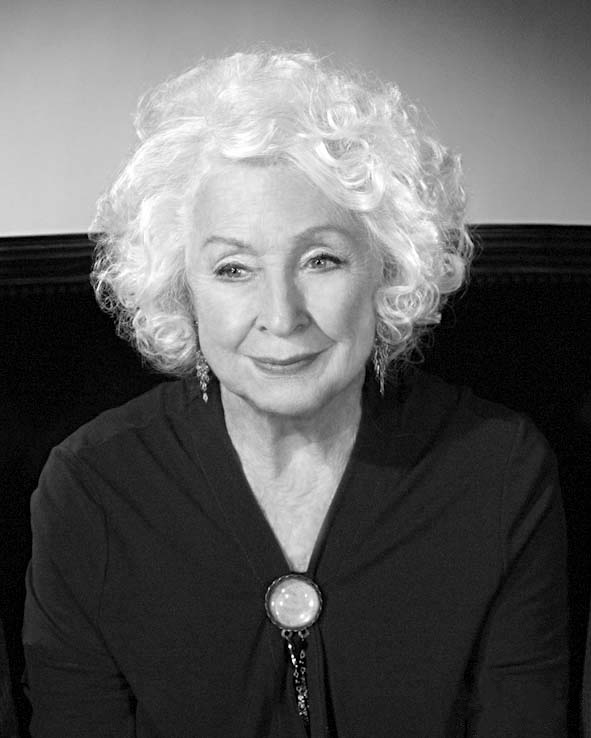
Danielle Darrieux în 2008

| An   | Titlu                                     | Rol                            | Regizor                              |
| ---- | ----------------------------------------- | ------------------------------ | ------------------------------------ |
| 1931 | Le Bal                                    | Antoinette                     | Wilhelm Thiele                       |
| 1934 | Volga en flammes                          | Macha                          | Victor Tourjansky                    |
| 1934 | La crise est finie                        | Nicole                         | Robert Siodmak                       |
| 1934 | Mauvaise Graine                           | Jeannette                      | Billy Wilder și Alexander Esway      |
| 1934 | Mon cœur t'appelle                        | Nicole Nadin                   | Carmine Gallone și Serge Veber       |
| 1934 | L'Or dans la rue                          | Gaby                           | Kurt Bernhardt                       |
| 1935 | Dédé                                      | Denise                         | René Guissart                        |
| 1935 | Quelle drôle de gosse!                    | Lucie                          | Léo Joannon                          |
| 1935 | Le Domino vert                            | Hélène și Marianne de Richmond | Herbert Selpin și Henri Decoin       |
| 1936 | Mademoiselle Mozart                       | Denise                         | Yvan Noé                             |
| 1936 | Mayerling                                 | Maria Vetsera                  | Anatole Litvak                       |
| 1936 | Taras Bulba                               | Marina                         | Alexis Granowsky                     |
| 1936 | Women's Club                              | Claire Derouve                 | Jacques Deval                        |
| 1936 | Port Arthur                               | Youki                          | Nicolas Farkas                       |
| 1936 | Un mauvais garçon                         | Jacqueline Serval              | Jean Boyer și Raoul Ploquin          |
| 1937 | Mademoiselle ma mère                      | Jacqueline Letournel           | Henri Decoin                         |
| 1937 | Abus de confiance                         | Lydia                          | Henri Decoin                         |
| 1938 | The Rage of Paris                         | Nicole                         | Henry Koster                         |
| 1938 | Katia                                     | Katia Dolgoronsky              | Maurice Tourneur                     |
| 1938 | Returned at Dawn                          | Anita Ammer                    | Henri Decoin                         |
| 1940 | Battement de cœur                         | Arlette                        | Henri Decoin                         |
| 1941 | Premier Rendez-vous                       | Micheline Chevasse             | Henri Decoin                         |
| 1942 | Caprices                                  | Lise                           | Léo Joannon                          |
| 1942 | La Fausse Maîtresse                       | Lilian Rander                  | André Cayatte                        |
| 1947 | Bethsabée                                 | Arabella Dalvert               | Léonide Moguy                        |
| 1948 | Ruy Blas                                  | Regina Spaniei                 | Pierre Billon                        |
| 1949 | Occupe-toi d'Amélie                       | Amélie                         | Claude Autant-Lara                   |
| 1950 | La Ronde                                  | Emma Breitkopf                 | Max Ophüls                           |
| 1950 | Romanzo d'amore                           | Arhiducesa Louise a Austriei   | Duilio Coletti                       |
| 1951 | Rich, Young and Pretty                    | Marie Devaronne                | Norman Taurog                        |
| 1952 | La Vérité sur Bébé Donge                  | Elisabeth "Bébé" Donge         | Henri Decoin                         |
| 1952 | Le Plaisir                                | Rosa                           | Max Ophüls                           |
| 1952 | 5 Fingers                                 | Countess Anna Staviska         | Joseph L. Mankiewicz                 |
| 1952 | Adorables Créatures                       | Christiane                     | Christian-Jaque                      |
| 1953 | Madame de...                              | La comtesse Louise de...       | Max Ophüls                           |
| 1953 | Le Bon Dieu sans confession               | Janine Fréjoul                 | Claude Autant-Lara                   |
| 1954 | Escalier de service                       | Béatrice Berthier              | Carlo Rim                            |
| 1954 | Le Rouge et le Noir                       | Madame de Rénal                | Claude Autant-Lara                   |
| 1954 | Bonnes à tuer                             | Constance Andrieux („Poussy”)  | Henri Decoin                         |
| 1955 | Napoléon                                  | Eléonore Denuelle              | Sacha Guitry                         |
| 1955 | L'Affaire des poisons                     | Madame de Montespan            | Henri Decoin                         |
| 1955 | L'Amant de Lady Chatterley                | Constance Chatterley           | Marc Allégret                        |
| 1956 | Si Paris nous était conté                 | Agnès Sorel                    | Sacha Guitry                         |
| 1956 | Alexandru cel Mare                        | Olympias                       | Robert Rossen                        |
| 1957 | Pot-Bouille                               | Caroline Hédouin               | Julien Duvivier                      |
| 1957 | Taifun la Nagasaki                        | Françoise Fabre                | Yves Ciampi                          |
| 1958 | Le désordre et la nuit                    | Thérèse Marken                 | Gilles Grangier                      |
| 1958 | La Vie à deux                             | Monique Lebeaut                | Clément Duhour                       |
| 1959 | Marie-Octobre                             | Marie-Hélène Dumoulin          | Julien Duvivier                      |
| 1959 | Les Yeux de l'amour                       | Jeanne Moncatel                | Denys de La Patellière               |
| 1960 | Meurtre en 45 tours                       | Eve Faugeres                   | Étienne Périer                       |
| 1960 | L'Homme à femmes                          | Gabrielle / Françoise          | Jacques-Gérard Cornu                 |
| 1961 | Un si bel été                             | Madame Zizi                    | Lewis Gilbert                        |
| 1961 | Les lions sont lâchés                     | Marie-Laure                    | Henri Verneuil                       |
| 1962 | Le Crime ne paie pas                      | Lucienne Marsais               | Gérard Oury                          |
| 1962 | Le Diable et les Dix Commandements        | Clarisse Ardan                 | Julien Duvivier                      |
| 1963 | Landru                                    | Berthe Héon                    | Claude Chabrol                       |
| 1963 | Méfiez-vous, mesdames                     | Hedwige                        | André Hunebelle                      |
| 1967 | Domnișoarele din Rochefort                | Yvonne Garnier                 | Jacques Demy⁠(d)                      |
| 1968 | Vingt-quatre heures de la vie d'une femme | Alice                          | Dominique Delouche                   |
| 1976 | L'Année sainte                            | Ducesa Christina               | Jean Girault                         |
| 1982 | Une chambre en ville                      | Margot Langlois                | Jacques Demy                         |
| 1983 | En haut des marches                       | Françoise Canavaggia           | Paul Vecchiali                       |
| 1986 | Le Lieu du crime                          | Bunica                         | André Téchiné                        |
| 1988 | Quelques jours avec moi                   | Madame Pasquier                | Claude Sautet                        |
| 2001 | 8 Femei                                   | Mamy                           | François Ozon                        |
| 2003 | Les Liaisons dangereuses                  | Madame de Rosemonde            | Josée Dayan                          |
| 2006 | Nouvelle chance                           | Odette Saint-Gilles            | Anne Fontaine                        |
| 2006 | Persepolis (film de animație)             | Bunica (voce)                  | Vincent Paronnaud și Marjane Satrapi |
| 2007 | L'Heure zéro                              | Camille Tressilian             | Pascal Thomas                        |
| 2010 | C'est toi, c'est tout (film TV)           | Camille                        | Jacques Santamaria                   |
| 2010 | Pièce montée                              | Madeleine                      | Denys Granier-Deferre                |

## Premii
De-a lungul carierei sale, Danielle Darrieux a primit numeroase premii și aprecieri din partea criticilor de specialitate. Cele mai prestigioase premii sunt următoarele:
| An   | Premii                                        | Categorie                                         | Film             | Rezultatul   |
| ---- | --------------------------------------------- | ------------------------------------------------- | ---------------- | ------------ |
| 1987 | Premiul César                                 | Cea mai bună actriță                              | Le Lieu du crime | Nominalizare |
| 2002 | Festivalul Internațional de Film de la Berlin | Ursul De Argint – Realizare artistică remarcabilă | 8 Femei          | Câștigat     |
| 2002 | Premiul César                                 | Cea mai bună actriță                              | 8 Femei          | Nominalizare |
| 2002 | Premiile Academiei Europene de Film           | Cea mai bună actriță                              | 8 Femei          | Câștigat     |
| 2002 | Online Film Critics Society                   | Cea mai bună distribuție                          | 8 Femei          | Nominalizare |